# Ulica Tadeusza Kościuszki we Wrocławiu
Ulica Tadeusza Kościuszki we Wrocławiu – fragment traktu rokadowego poza obrębem dawnych fortyfikacji miejskich, przecinającego w przybliżeniu równoleżnikowo Przedmieście Świdnickie na południe od miasta, odcinek trasy łączącej Przedmieście Oławskie na wschodzie z Przedmieściem Mikołajskim na zachodzie.
Ul. Tadeusza Kościuszki wytyczona została po likwidacji w roku 1807 murów miejskich; pierwotnie nosiła nazwę Tauentzien Straße i była znacznie krótsza niż obecnie: na zachodzie kończyła się przy koszarach kirasjerów (obecny pl. Muzealny); na wschodzie – przy ul. Dworcowej (dziś przy skrzyżowaniu z tą ulicą stoi charakterystyczny budynek – Trzonolinowiec). W 1823 dołączono na wschodzie odcinek od ul. Dworcowej do ul. gen. Kazimierza Pułaskiego (dawniejszy Kleine Anger, tj. w wolnym tłumaczeniu Mały Wygon, Małe Błonia albo Małe Pastwiska), potem w 1863 kolejny, do zbiegu z przedłużeniem ul. Oławskiej, Klosterstraße (ulicą Klasztorną, obecnie gen. Romualda Traugutta). W tym miejscu znajdowała się w połowie XIX wieku miejska rogatka, Ohlauer Barriere (Rogatka Oławska). Trójkąt u zbiegu ul. gen. Romualda Traugutta i Tadeusza Kościuszki bywa współcześnie nazywany „Trójkątem Bermudzkim”. W 1945 roku wojska niemieckie, chcąc odsłonić sobie pole ostrzału, wysadziły w powietrze zabudowania po południowej stronie ulicy, co doprowadziło do nieodwracalnej utraty wielu zabytków.
Obecnie po stronie zachodniej ulica zaczyna się na skrzyżowaniu z ul. marsz. Józefa Piłsudskiego przy pl. Legionów i ma blisko 2,4 km długości. Po drodze przecina ul. Świdnicką (w tym miejscu znajduje się obszerny kwadratowy pl. Tadeusza Kościuszki – dawniej Tauentzien Platz – ze skwerem Solidarności Walczącej pośrodku, oraz tzw. „Kościuszkowa Dzielnica Mieszkaniowa”, KDM). Imię Tadeusza Kościuszki ulica otrzymała 27 kwietnia 1945 roku. Przy ulicy do roku 2011 znajdowała się charakterystyczna Kamienica pod Pelikanem.

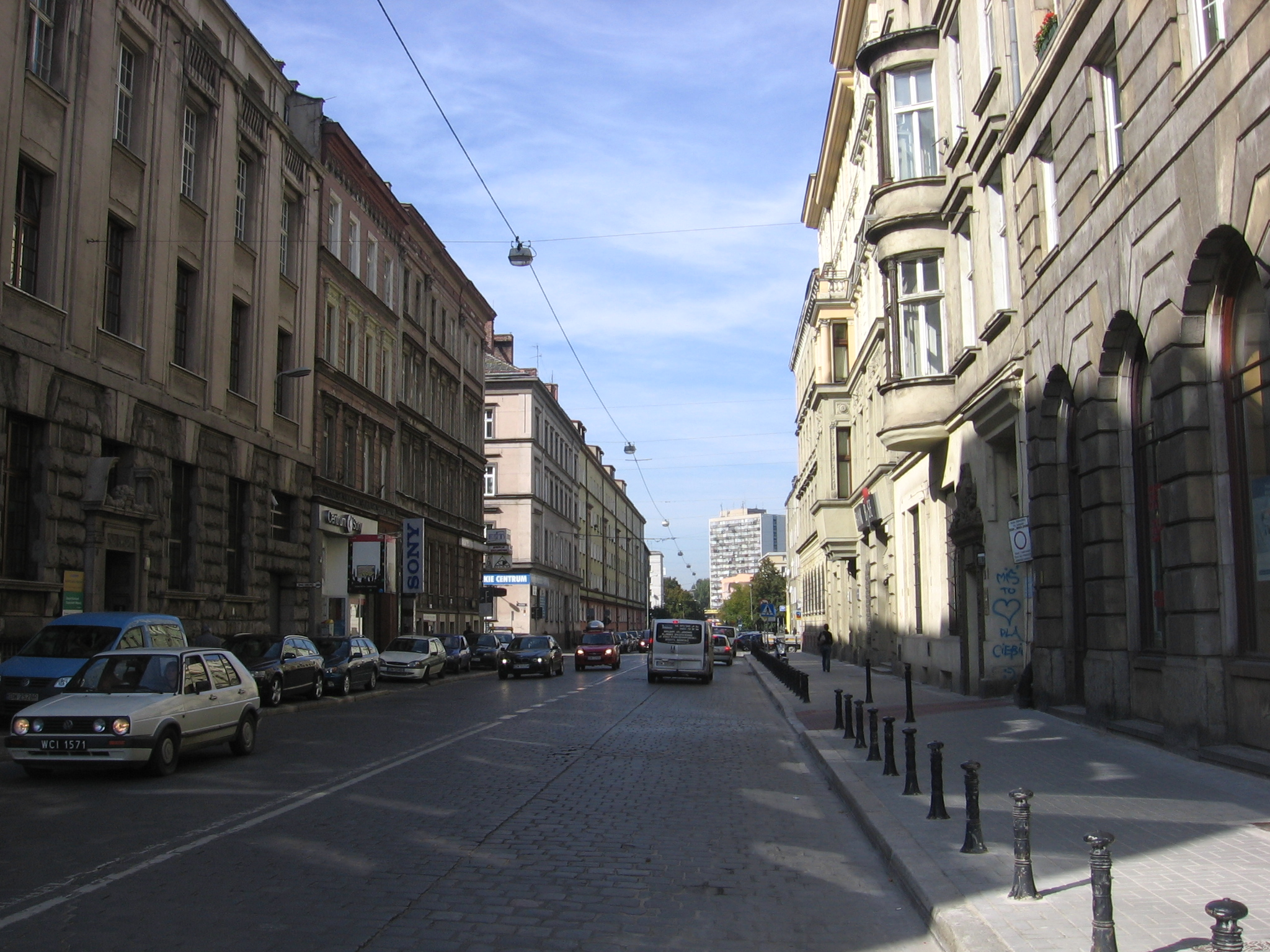
Widok z pl. Tadeusza Kościuszki na zachód
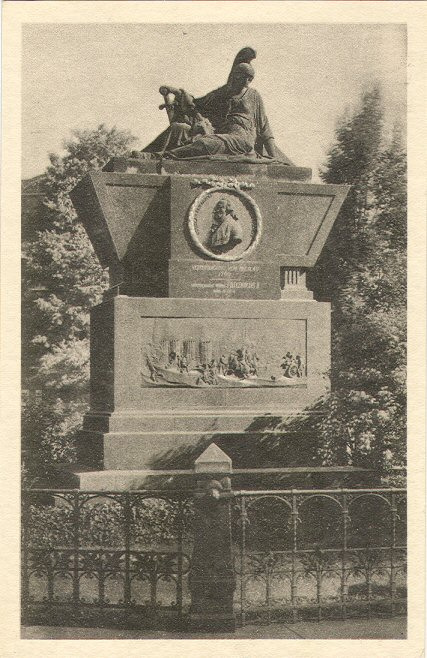
Pomnik Tauentziena przed II wojną
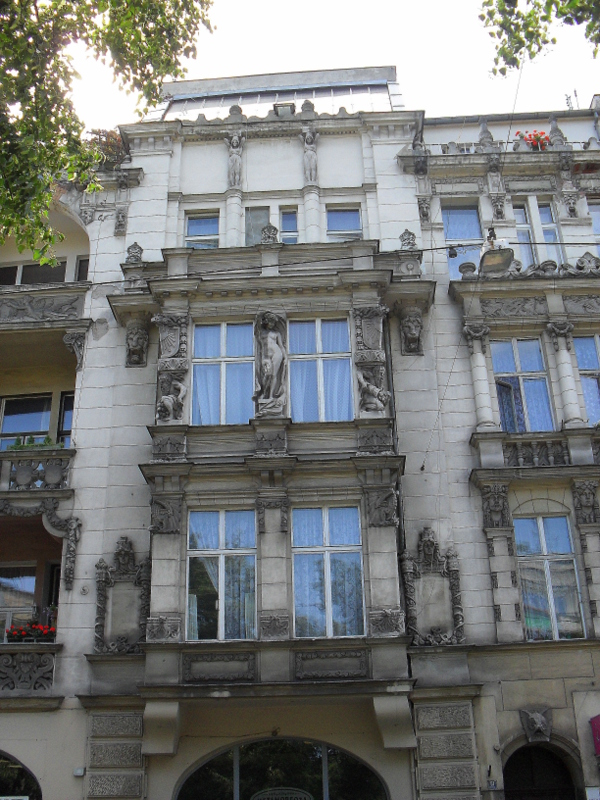
Fasada kamienicy nr 51
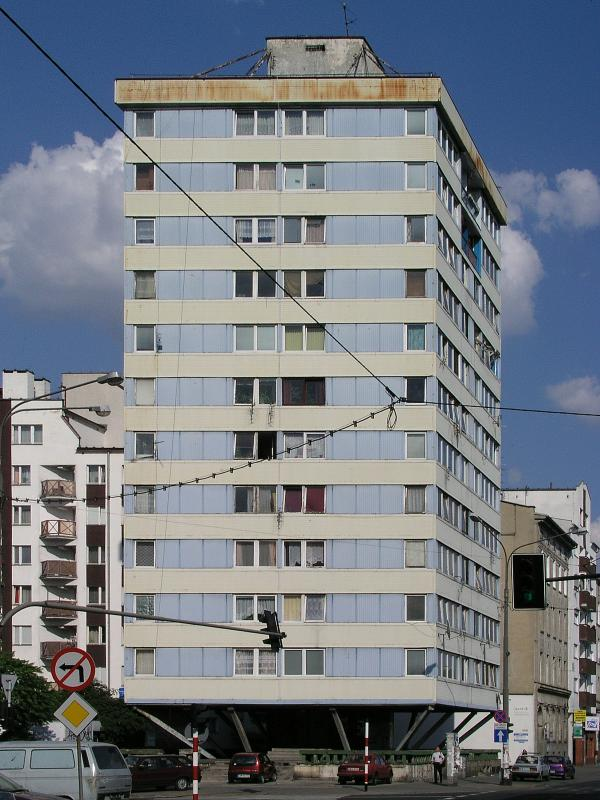
Trzonolinowiec -  ul. Tadeusza Kościuszki 72 (róg ul. Dworcowej)
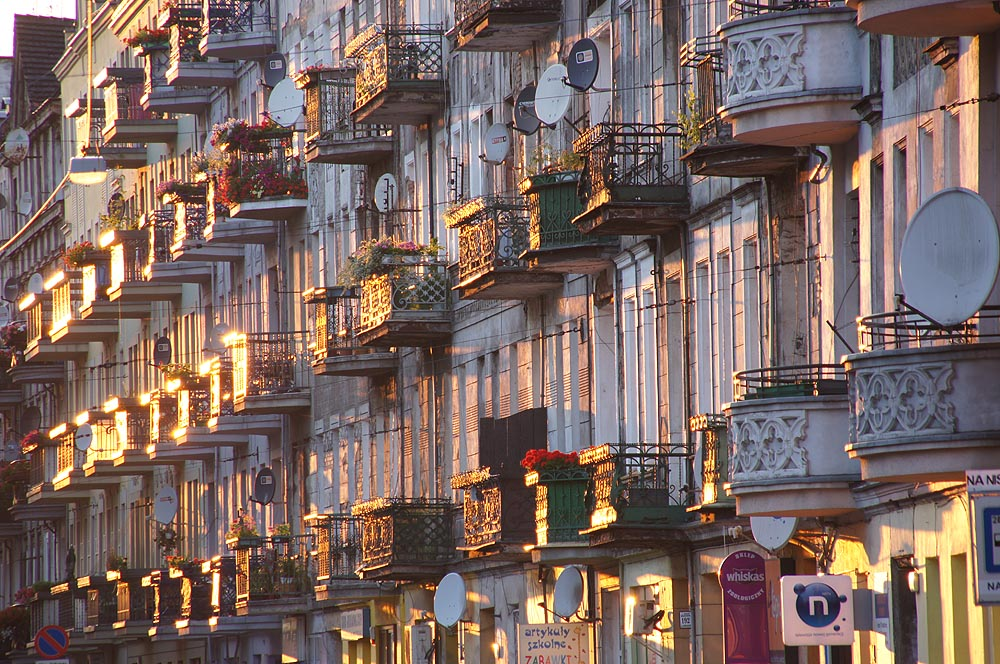
Skąpane w słońcu balkony ulicy Kościuszki
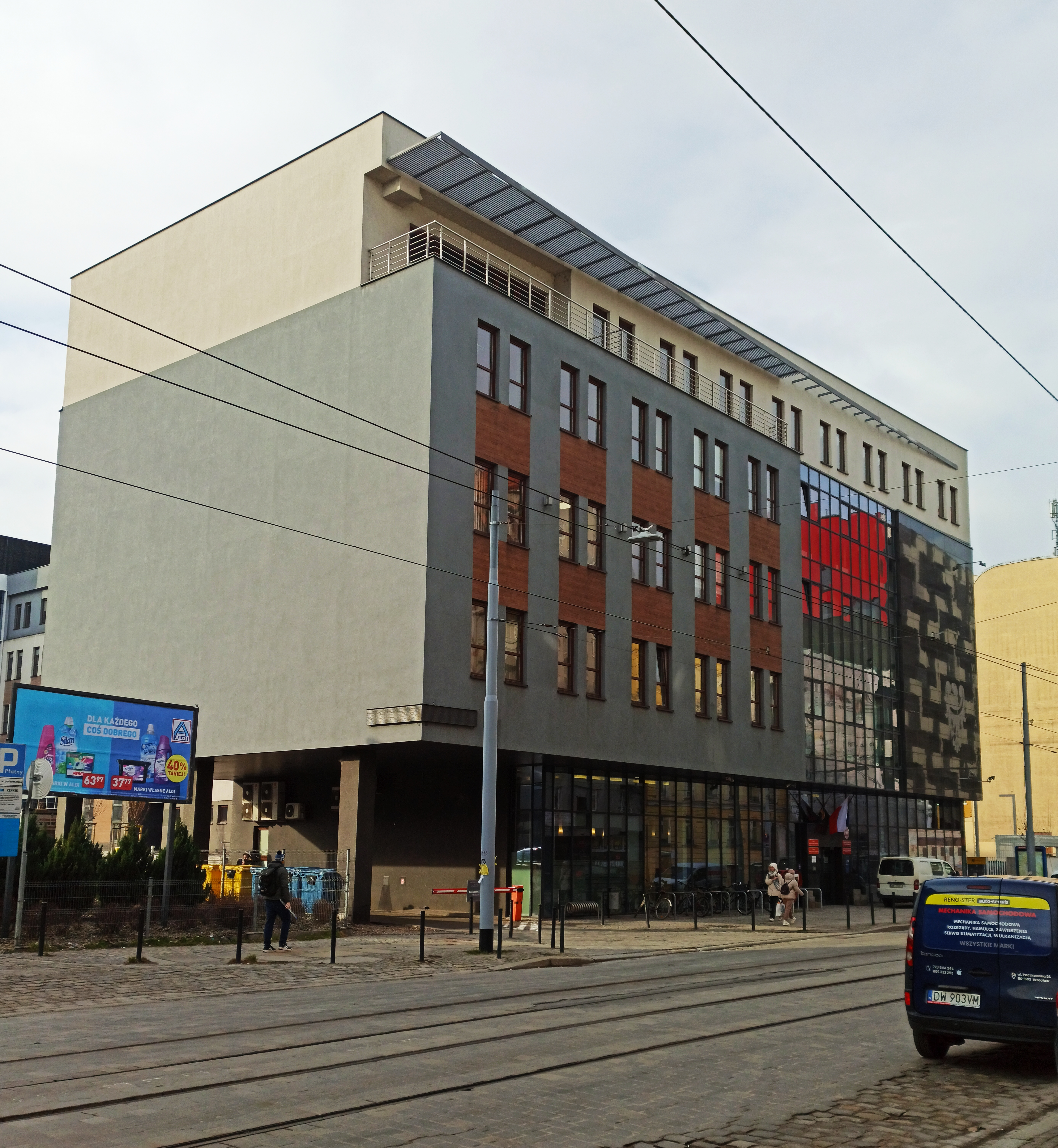
Starostwo Powiatowe
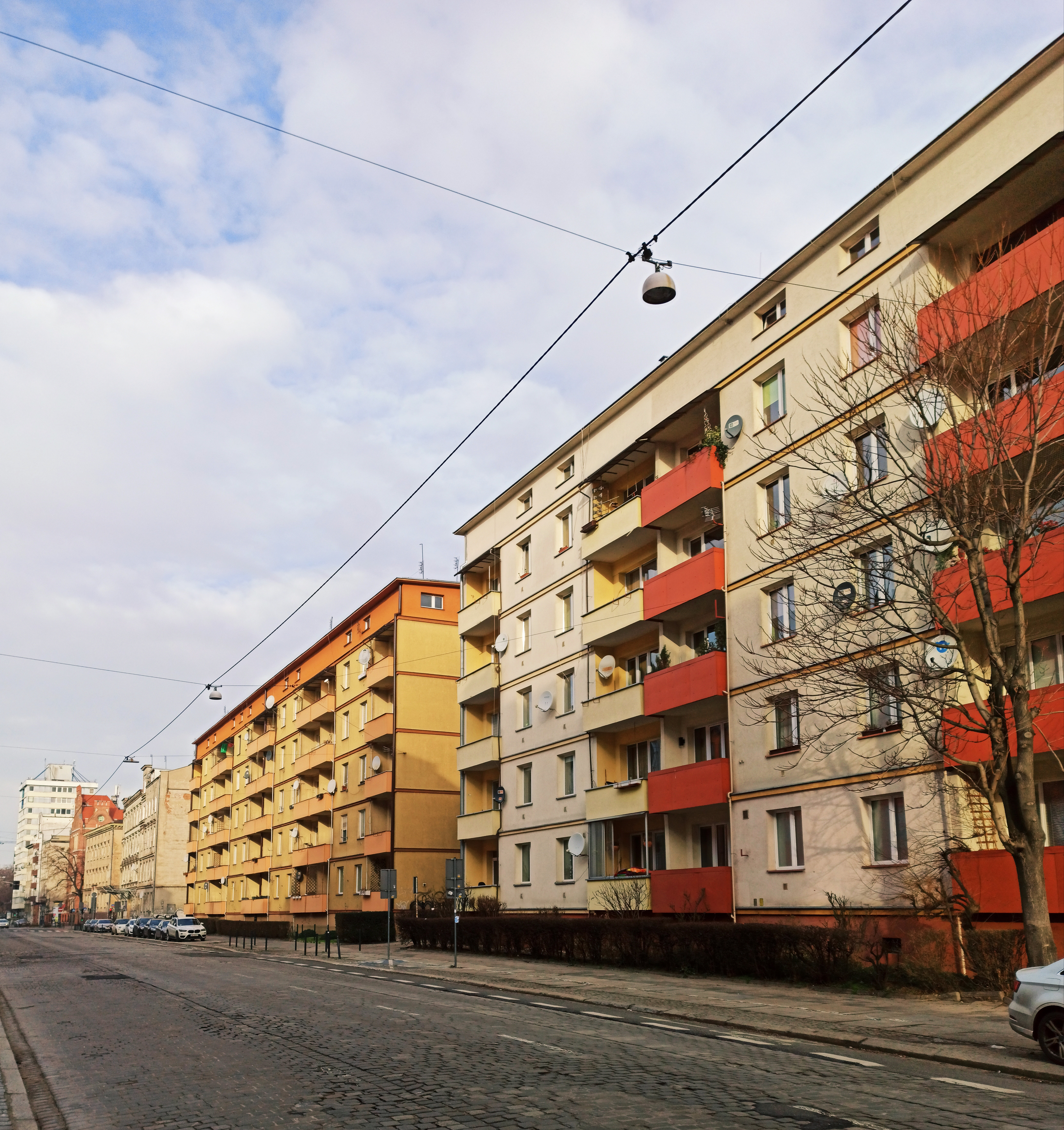
Bloki mieszkalne przy ul. Taddeusza Kościuszki